# Huracà Bret (1999)
Huracà Bret va ser el primer huracà de Categoria 4 que es va desenvolupar durant la temporada d'huracans de l'Atlàntic de 1999 i el primer cicló tropical des de l'huracà Jerry de 1989 que recalava a Texas amb intensitat d'huracà. Bret es va formar a partir d'una ona tropical el 18 d'agost i es va organitzar dins de corrents dèbils al golf de Campeche. El 20 d'agost la tempesta va començar el seu recorregut en direcció nord i es va aprofundir ràpidament el 21 d'agost. Després d'aquest període d'intensificació, Bret va registrar la seva intensitat màxima amb vents de 230 km/h i una pressió atmosfèrica de 27.88 hPa (944 mbar). Hores més tard, la tempesta es va debilitar en un huracà de Categoria 3 i va fer recalada a l'illa del Padre (Texas). Poc després, la tempesta es va afeblir encara més i va esdevenir depressió tropical només 24 hores després de tocar terra. Els romanents de la tempesta es van dissipar el 26 d'agost sobre el nord de Mèxic.